# Vera Birjukova
Vera Leonidovna Birjukova (in russo Вера Леонидовна Бирюкова?; Omsk, 11 aprile 1998) è una ginnasta russa medaglia d'oro nella gara a squadre alle Olimpiadi di Rio de Janeiro 2016.

## Biografia
Birjukova ha iniziato a praticare la ginnastica ritmica all'età di cinque anni. Nel 2014 ha debuttato a livello senior con la squadra della Russia, e in seguito è stata relegata fra le riserve. Due anni più tardi inizia a gareggiare più stabilmente tra le titolari e viene inclusa nella formazione russa che vince la medaglia d'oro alle Olimpiadi di Rio de Janeiro 2016.

## Palmarès
- Giochi olimpici

Rio de Janeiro 2016: oro nella gara a squadre.
- Giochi europei

Minsk 2019: oro nelle 5 palle, bronzo nell'all-around.
- Universiadi

Taipei 2017: oro nei 5 cerchi e nelle 3 palle / 2 funi, bronzo nell'all-around.